# پیلار کاسترو
پیلار کاسترو (متولد ۱۲ اکتبر ۱۹۷۰) بازیگر سینما، تلویزیون و تئاتر اهل اسپانیا است. از فیلم‌های وی می‌توان به هر چه بیشتر، بهتر اشاره کرد.

## زندگی‌نامه
پیلار کاسترو در۱۲ اکتبر ۱۹۷۰ در مادرید متولدشد. پیش از تبدیل شدن به بازیگر، کاسترو به نام رقصنده کار می‌کرد. بعدها او بازیگران خود را در مدرسه کریستینا روتا آموزش داد. کاسترو از آن وقت تابحال فعالیتی در سینما، تلویزیون و صحنه داشته‌است. او نخستین اجرای تلویزیونی خود را با حضور مهمان در این محله من است انجام داد.
کاسترو میزبان هشتمین جوایز فیروز در سال ۲۰۲۱ بود.